# 李家燮
李家燮（韓語：이가섭，1991年12月28日—），韓國男演員，曾出演《暴力的種子》、《狼来了》、《鎖命危機》等电影。

## 影視作品

### 電視劇
- 2020年：tvN《秘密森林2》飾演 金起炫
- 2020年：KBS2《喪屍偵探》飾演 吳亨哲
- 2021年：tvN《智異山》飾演 金率
- 2024年：Disney+《逆貧大叔》飾演 金光敏
- 2024年：MBC《白雪公主非死不可—Black Out》飾演 玄洙伍/玄建伍

### 電影
- 2016年：《狼来了（朝鲜语：양치기들）》飾演 俊昊
- 2017年：《暴力的種子（朝鲜语：폭력의 씨앗）》飾演 周勇
- 2018年：《鎖命危機》飾演 韓東勳
- 2019年：《家庭事務（朝鲜语：니나 내나）》飾演 在允
- 2024年：《好久不见》饰演 贤洙[3]
- 待定：《为失恋者准备的七点早餐聚会》

## 奖项荣誉
| 年份 | 颁奖礼                      | 奖项           | 作品           | 结果 | 参考   |
| ---- | --------------------------- | -------------- | -------------- | ---- | ------ |
| 2017 | Cine 21 Awards              | 最佳新人男演员 | 《暴力的種子》 | 獲獎 |        |
| 2018 | 第54屆百想藝術大獎          | 最佳新人男演员 | 《暴力的種子》 | 提名 | [ 4 ]  |
| 2018 | 第23届春史電影獎            | 最佳新人男演员 | 《暴力的種子》 | 提名 | [ 5 ]  |
| 2018 | 第27届釜日電影獎            | 最佳新人男演员 | 《暴力的種子》 | 提名 | [ 6 ]  |
| 2018 | 第55屆大鐘獎                | 最佳新人男演员 | 《暴力的種子》 | 獲獎 | [ 7 ]  |
| 2018 | 第2届首尔大奖               | 最佳新人男演员 | 《暴力的種子》 | 提名 | [ 8 ]  |
| 2018 | 第39屆青龍電影獎            | 最佳新人男演员 | 《暴力的種子》 | 提名 | [ 9 ]  |
| 2018 | 2018 Korea Best Star Awards | 最佳新人男演员 | 《暴力的種子》 | 獲獎 | [ 10 ] |